# Andrew Robathan
Andrew Robert George Robathan, baron Robathan, (né le 17 juillet 1951) est un homme politique britannique conservateur, qui est député pour South Leicestershire (anciennement Blaby) dans le Leicestershire de 1992 à 2015, ainsi qu'un ministre du gouvernement. 
En septembre 2014, Robathan annonce qu'il se retirerait lors des élections générales de 2015 et est créé baron Robathan, de Poultney, dans le comté de Leicestershire, le 13 octobre 2015. 

## Jeunesse
Il est né le 17 juillet 1951 et fait ses études à Merchant Taylors 'School, une école publique réservée aux garçons à Northwood, à Londres. Il étudie l'histoire moderne à l'Oriel College, Université d'Oxford, où il obtient un baccalauréat ès arts (BA) en 1973, avant de poursuivre une maîtrise ès arts. 

## Carrière militaire
Le 6 octobre 1974, Robathan est nommé sous-lieutenant des Coldstream Guards (en probation). Il reçoit le numéro de service 498738. Sa commission est confirmée et il reçoit l'ancienneté de sous-lieutenant à partir du 6 avril 1971. Il est promu lieutenant, le 6 octobre 1974, avec ancienneté à partir du 6 avril 1973. Ayant fréquenté le Staff College de Camberley, il est promu major le 30 septembre 1984. Il sert pendant une période de temps avec le Special Air Service (SAS) et prend sa retraite le 27 août 1989 en étant nommé à la Réserve d'officiers. 
Il travaille pour BP de 1991 à 1992, mais s'est porté volontaire pour retourner dans l'armée entre janvier et avril 1991 pendant la première guerre du Golfe, chargé des prisonniers de guerre en Arabie saoudite, en Irak et au Koweït .

## Carrière parlementaire
Robathan est élu au Hammersmith and Fulham Council en mai 1990, battant le maire travailliste d'alors dans le quartier Eel Brook. 
Il démissionne de ses fonctions de conseiller fin 1991 pour se présenter aux élections générales de 1992, et est élu député de Blaby en 1992, succédant à Nigel Lawson, l'ancien chancelier de l'Échiquier. Blaby avait une majorité de 37% en 1992, mais elle a été considérablement réduite par des changements majeurs de frontière en 1997, plus favorables aux libéraux démocrates. À la suite d'une enquête publique menée par la Commission électorale et des observations du public, notamment de Robathan, la circonscription de Blaby est reconfigurée en South Leicestershire. 
Robathan siège quatre ans au Defence Select Committee entre 1997 et 2001; il est également président du groupe multipartite sur le cyclisme et vice-président du groupe multipartite sur les énergies renouvelables et durables, alors qu'il est député . 
Robathan est le Secrétaire parlementaire privé de John Redwood auprès de Iain Sproat, ministre des Sports, dans l'administration principale avant de retourner dans les banquettes arrière lorsque les conservateurs perdent les élections générales de 1997. Il est revenu au premier plan en tant que porte-parole du commerce et de l'industrie en 2002. 
Lors des élections à la direction du Parti conservateur en 2001, Robathan est un partisan notable de Michael Portillo. Après six mois en retrait, Robathan est nommé agent de liaison des Communes auprès des Lords, puis porte-parole de la Défense aux élections générales de 2005. 
Lors de l'élection à la direction des conservateurs en 2005, Robathan est l'un des tout premiers députés à déclarer son soutien à David Cameron récompensé par l'un des cinq postes rémunérés de whip en chef adjoint de l'opposition . 
En mai 2010, il est nommé sous-secrétaire d'État parlementaire au ministère de la Défense chargé de la protection sociale et des anciens combattants. 
En 2011, il est membre du comité spécial spécial mis en place pour examiner le projet de loi qui est devenu la loi de 2011 sur les forces armées 

## Vie privée
Il épouse Rachael Maunder en décembre 1991 à Westminster. Ils ont un fils (né en décembre 1996) et une fille (née en juillet 1999). Rachael est conseiller conservateur au conseil municipal de Westminster depuis 2010, représentant Knightsbridge et le quartier de Belgravia. En 2020, elle est devenue chef du Conseil. 
Robathan parle le français et l' allemand, et a été admis en tant que Freeman de la ville de Londres. 